# Národní divadlo (Athény)
Národní divadlo (řecky: Εθνικό Θέατρο, Ethnikó Théatro) je národní divadelní scéna v řeckém hlavním městě Athénách. O zřízení národního divadla bylo rozhodnuto v roce 1880, králem Jiřím I. Divadlo získalo pozemek na ulici Agiou Konstantinou a saský architekt Ernst Ziller vyprojektoval novou budovu v neoklasicistním slohu. Dokončena byla se značným zpožděním v roce 1900. Tehdy divadlo zahájilo provoz pod názvem Královské divadlo, první představení se uskutečnilo roku 1901. Roku 1903 řeckou společností zahýbala isncenace Aischylovy Oresteii. Vyvolala dlouhý konflikt mezi stoupenci kathareusy (staré řečtiny) a moderní démotické řečtiny. Studenti Filosofické školy v Aténách, podněcovaní svým profesorem Jorgosem Mistriotisem, dokonce zaútočili na divadlo ve snaze zabránit představení v "nepravé řečtině". Nepokoje známé jako Oresteiaka, k nimž došlo 8. listopadu 1903, stály život jednoho z demonstrantů. V roce 1908 bylo divadlo uzavřeno. V roce 1913, po atentátu na krále Jiřího, bylo odkázáno jeho synovi, princi Mikulášovi, ale ke vzkříšení nedošlo. Divadlo jen příležitostně hostilo zahraniční divadelní společnosti, jinak bylo v podstatě zavřené a vlastní soubor nefungoval. 30. května 1930 bylo znovu konstituováno jako Národní divadlo zákonem parlamentu, který připravil ministr školství Georgios Papandreou. Prvními inscenovanými hrami byly Aischylův Agamemnón a komedie Gregoria Xenopoulose O theios Oneiros. V první hereckém týmu nechyběla slavná Katina Paxinou. Prvním divadelním ředitelem byl jmenován Fotos Politis. V roce 1939 byla jako součást Národního divadla založena Řecká národní opera (Εθνική Λυρική Σκηνή). V roce 1955 přispělo Národní diavdlo k založení Epidaurského festivalu věnovaného antickému dramatu. Národní divadlo má v současnosti několik scén: Ústřední scéna v historické budově hraje obvykle klasický repertoár. Vedle toho funguje Nová scéna, scéna Peiramatiki (Experimentální), scéna Kotopouli, scéna Paxinou a také dětské scéna.